# Дрожалка оранжевая
Дрожа́лка ора́нжевая (лат. Tremélla mesentérica) — вид грибов, относящийся к роду Дрожалка.

## Описание
Плодовые тела крупные, до 5—10 см и более в поперечнике, желеобразной консистенции, сначала выпуклые, затем неправильно лопастные и листоватые, блестящие. Окраска в молодом возрасте ярко-жёлтая до оранжево-жёлтой, реже бледно-жёлтая или почти белая, при высыхании становится тёмно-оранжевой. При продолжительных дождях плодовые тела гриба могут обесцвечиваться.
Мякоть полупрозрачная, мягкая, желеобразная жёлтого цвета, при высыхании или замерзании становится жёсткой, без особого вкуса и запаха.
Гифы погружены в желеобразную массу, все с пряжками. Базидии с 2—4 септами, эллиптические до почти шаровидных, четырёхспоровые. Споры широкоэллиптические до яйцевидных, 12—15,5×9—10 мкм, гладкостенные, гиалиновые, почкующиеся, образуя дочерние клетки, аналогичные конидиям. Конидиеносцы разветвлённые, обычно многочисленные на гимении. Конидии почти шаровидные, эллиптические, веретеновидные или цилиндрические, 3—5×1—2 мкм, гладкие, гиалиновые, с пряжками.

## Экология и ареал
Паразит грибов из рода Peniophora, часто появляющиеся рядом с их плодовыми телами. Обычно произрастает группами на отмерших ветвях и пнях широколиственных деревьев. Сезон начинается с середины августа и длится до конца октября.

## Синонимы
- Helvella mesenterica Schaeff., 1774
- Hormomyces aurantiacus Bonord., 1851
- Tremella brasiliensis (Möller) Lloyd, 1922
- Tremella lutescens Pers., 1798
- Tremella lutescens var. brasiliensis Möller, 1895